# Dietmar Janssen
Dietmar Janssen (* 3. Januar 1966) ist ein ehemaliger deutscher Fußballspieler.

## Werdegang
Janssen spielte mit Bayer 05 Uerdingen in der Bundesliga. Er absolvierte drei Spiele, das erste davon in der Saison 1985/86, als er beim 2:0-Heimsieg gegen Borussia Dortmund eingewechselt wurde. Sein erstes Tor erzielte er am letzten Spieltag der Saison gegen Fortuna Düsseldorf, als er den 5:2-Endstand erzielte. Danach wechselte er in die 2. Bundesliga zur SG Union Solingen, wo er die nächsten Jahre spielte.